# Bornemisza
Bornemisza de Kászon et Impérfalva ist der Name eines bedeutenden ungarischen Adelsgeschlechtes.

## Herkunft
Der ungarische Ortsname Kászon bezieht sich auf eine siebenbürgische Gegend im Komitat Csík (heute Plăieşii de Jos im Kreis Harghita). Heinrich Thyssen (1875–1947) heiratete 1906 Margit Freiin Bornemisza de Kászon et Impérfalva (1887–1971), wurde ungarischer Staatsbürger, ließ sich von seinem Schwiegervater adoptieren und führte daraufhin den Namen Baron Thyssen-Bornemisza de Kászon.

## Vertreter
Bedeutende Vertreter sind:
- Pavol Abstemius-Bornemissa († 1579), 47. römisch-katholischer Bischof von Nitra (1557–1579)
- Ursula Bornemisza, Gemahlin des Paul Festetics (* 1590)
- Heinrich Baron Thyssen-Bornemisza de Kászon (1875–1947), seit 1907 Baron Thyssen-Bornemisza de Kászon, deutscher Unternehmer und Kunstsammler
- Margit Bornemisza de Kászon (1887–1971), Freiin und Ehefrau von Heinrich Thyssen
- Géza Bornemisza (1895–1983), ungarischer Politiker, Handels- und Industrieminister
- Margaretha Thyssen-Bornemisza (1911–1989), Tochter von Heinrich
- Hans Heinrich Thyssen-Bornemisza de Kászon (1921–2002), Schweizer Unternehmer und Kunstsammler, Sohn von Heinrich
- Hanns-Peter Baron Thyssen-Bornemissza von Kaszon (* 1941), deutscher Journalist
- Carmen Cervera Fernández Freifrau Thyssen-Bornemisza de Kászon (* 1943), dritte Ehefrau von Hans Heinrich, Kunstsammlerin
- Francesca Thyssen-Bornemisza (* 1958), schweizerisch-österreichische Kunstexpertin, Kunstvermittlerin, Sammlerin und Mäzenin[1] Tochter von Hans Heinrich; Ehefrau von Karl Habsburg-Lothringen
- Fatima Bornemissza (* 1978), österreichische Künstlerin